# Квадратни корен
У математици квадратни корен је унарна математичка операција инверзна квадрирању. Ознака ове операције над неким бројем a је {\displaystyle {\sqrt {a}}}, и чита се као „корен од a”. Квадратни корен је броја a је број y тако да y2 = a; другим речима, број y чији је квадрат a (резултат множења броја са самим собом, или y ⋅ y). На пример, 4 и −4 су квадратни корени броја 16, јер је 42 = (−4)2 = 16. Потпуно исправно би било писати {\displaystyle {\sqrt[{2}]{a}}}, и изговарати „квадратни корен од a“, међутим то се ређе ради јер се највећи број случајева помена корена односи на квадратни корен, па се усталио краћи изговор и једноставнији запис.
Сваки не-негативни реални број a има јединствен не-негативни квадратни корен, који се назива главни квадратни корен, који се означава са √a, при чему се √ назива знаком корена или радиксом. На пример, главни квадратни корен од 9 је 3, што се означава са √9 = 3, јер је 32 = 3 · 3 = 9 и 3 је не-негативно. Члан (или број) чији се квадратни корен разматра се назива радиканд. Радиканд је број или израз испод коренског знака, у овом примеру 9.
Сваки позитивни број a има два квадратна корена: √a, који је позитиван, и −√a, који је негативан. Заједно, ова два корена се означавају са ±√a (погледајте ± стенографски знак). Мада је главни квадратни корен позитивног броја само један од његова два јединствена корена, ознака „квадратног корена” се обично користи за означавање главног квадратног корена. За позитивно a, главни квадратни корен се може написати у експонентној нотацији, као a1/2.
Квадратни корени негативних бројева се могу разматрати у оквиру комплексних бројева. Генералније, квадратни корени се могу разматрати у било ком контексту у којем је дефинисан појам „квадрирања” неких математичких објеката (укључујући алгебру матрица, ендоморфизам прстенова, итд.)

## Дефиниција
Ова операција се дефинише следећом релацијом:
Квадратни корен броја x је ненегативан број који помножен сам собом даје x.
На пример, {\displaystyle {\sqrt {9}}=3} пошто је {\displaystyle 3^{2}=3\cdot 3=9\,}.
Пример показује како се квадратни корен појављује приликом решавања квадратне једначине {\displaystyle x^{2}=9\,}.
Уопштено квадратна једначина има облик {\displaystyle ax^{2}+bx+c=0\,} и за њено решавање је неопходна примена квадратног корена.

## Особине
Ова функција је диференцијабилна и интеграбилна на целом домену.
Квадратни корен је функција {\displaystyle f(x)={\sqrt {x}}} која пресликава скуп ненегативних реалних бројева {\displaystyle \mathbb {R} ^{+}\cup \{0\}} на самог себе.
Квадратни корен квадрата неког реалног броја није тај број сам, већ његова апсолутна вредност:
{\displaystyle {\sqrt {x^{2}}}=\left|x\right|={\begin{cases}x,&{\mbox{if }}x\geq 0\\-x,&{\mbox{if }}x\leq 0.\end{cases}}}
Због ове своје особине, квадратни корен није права инверзна функција квадратној функцији. Квадратна функција и функција квадратног корена су инверзне на скупу {\displaystyle \mathbb {R} ^{+}\cup \{0\}}.
За све ненегативне реалне бројеве x и y важи
{\displaystyle {\sqrt {xy}}={\sqrt {x}}{\sqrt {y}}}
и
{\displaystyle {\sqrt {x}}=x^{1/2}.}
Функција квадратног корена је непрекидна за свако ненегативно x, и диференцијабилна за свако позитивно x. Ако f означава функцију квадратног корена, чији дериват је дат са:
{\displaystyle f'(x)={\frac {1}{2{\sqrt {x}}}}.}
Тејлорова серија од √1 + x око x = 0 конвергира за |x| ≤ 1, и дата је са
{\displaystyle {\sqrt {1+x}}=\sum _{n=0}^{\infty }{\frac {(-1)^{n}(2n)!}{(1-2n)(n!)^{2}(4^{n})}}x^{n}=1+{\frac {1}{2}}x-{\frac {1}{8}}x^{2}+{\frac {1}{16}}x^{3}-{\frac {5}{128}}x^{4}+\cdots ,}
Квадратни корен ненегативног броја користи се у дефиницији Еуклидове норме (и растојања), као и у генерализацијама као што су Хилбертови простори. Њиме се дефинише важан концепт стандардне девијације који се користи у теорији вероватноће и статистици. Он има главну употребу у формули за корене квадратне једначине; квадратна поља и прстенови квадратних целих бројева, који се заснивају на квадратним коренима, важни су у алгебри и користе се у геометрији. Квадратни корени се често појављују у математичким формулама другде, као и у многим физичким законима.
Квадратни корен је могуће дефинисати и на пољу комплексних бројева, као и на матрицама.

## Квадратни корени позитивних целих бројева
Позитиван број има два квадратна корена, један позитиван и један негативан, који су међусобно супротни. Када се говори о квадратном корену позитивног целог броја, обично се мисли на позитивни квадратни корен.
Квадратни корени целог броја су алгебарски цели бројеви - тачније квадратни цели бројеви.
Квадратни корен позитивног целог броја је умножак корена његових главних фактора, јер је квадратни корен производа производ квадратних корена фактора. Будући да је √p2k = pk, неопходни су само корени оних простих бројева који имају непарну моћ у факторизацији. Тачније, квадратни корен просте факторизације је
{\displaystyle {\sqrt {p_{1}^{2e_{1}+1}\cdots p_{k}^{2e_{k}+1}p_{k+1}^{2e_{k+1}}\dots p_{n}^{2e_{n}}}}=p_{1}^{e_{1}}\dots p_{n}^{e_{n}}{\sqrt {p_{1}\dots p_{k}}}.}

### Децималне експанзије
Квадратни корени савршених квадрата (нпр. 0, 1, 4, 9, 16) су цели бројеви. У свим осталим случајевима, квадратни корени позитивних целих бројева су ирационални бројеви, и стога у децималним приказима имају непонављајуће децимале. Децималне апроксимације квадратних корена првих неколико природних бројева дате су у следећој табели.
| n  | √n, скраћено на 50 децимала                          |
| -- | ---------------------------------------------------- |
| 0  | 0                                                    |
| 1  | 1                                                    |
| 2  | 1.41421356237309504880168872420969807856967187537694 |
| 3  | 1.73205080756887729352744634150587236694280525381038 |
| 4  | 2                                                    |
| 5  | 2.23606797749978969640917366873127623544061835961152 |
| 6  | 2.44948974278317809819728407470589139196594748065667 |
| 7  | 2.64575131106459059050161575363926042571025918308245 |
| 8  | 2.82842712474619009760337744841939615713934375075389 |
| 9  | 3                                                    |
| 10 | 3.16227766016837933199889354443271853371955513932521 |

## Рачунање
Служимо се биномом на квадрат:{\displaystyle \left(a\cdot 10+b\right)^{2}=a^{2}\cdot 10^{2}+2ab\cdot 10+b^{2}}
На пример:{\displaystyle \left(1\cdot 10+1\right)^{2}=1^{2}\cdot 10^{2}+2\cdot 1\cdot 10+1^{2}}, a = 1, b = 1.
Поступак добијања ових цифара је следећи:
Напишемо {\displaystyle {\sqrt {121}}={\sqrt {1|21|}}}, направили смо групе по две цифре, почевши од јединица, а завршавамо са цифрама највеће тежине.
Сада тражимо цифру чији квадрат цео број пута стаје у групи крајње лев, у нашем случају то је 1 и видимо да само цифра 1 задовољава тај услов, дакле a = 1, Сада од 121 одузимамо 100 да би нашли другу цифру:{\displaystyle {\frac {\begin{matrix}\ldots &121\\-&100\end{matrix}}{21}}}; {\displaystyle 21={\Bigl (}2\cdot 10+b{\Bigr )}\cdot b}, зато одбацујем јединице у броју 21 и гледамо у броју 2 колико се пута садржи двострука вредност броја a, тј. 2 = 2b, b = 1
Сада је : {\displaystyle {\sqrt {625}}={\sqrt {6|25}}} => {\displaystyle 2^{2}<4=>a=2} ; {\displaystyle {\frac {\begin{matrix}\ldots &625\\-&400\end{matrix}}{225}}}; {\displaystyle 225={\bigl (}2\cdot 2\cdot 10+b{\bigr )}\cdot b}
Пробамо:{\displaystyle b={\frac {22}{4}}} и видимо да за b = 5 имамо {\displaystyle 25^{2}=625}
Пробајмо {\displaystyle {\sqrt {2}}={\sqrt {2,|00|00|00|00|}}}, прва цифра је а = 1, {\displaystyle 1^{2}<2}
{\displaystyle {\frac {\begin{matrix}\ldots &200\\-&100\end{matrix}}{100}}} ; {\displaystyle 100={\bigl (}2\cdot 1\cdot 10+b{\bigr )}\cdot b} , пробамо са b = 5, јјер је {\displaystyle 5={\frac {10}{2}}}, али {\displaystyle 25\cdot 5=125>100}, па за b узимамо 4, b = 4.
Сада узимамо остатак и додајемо следеће две цифре са леве стране.
{\displaystyle 100-{\bigl (}2\cdot 1\cdot 10+4{\bigr )}\cdot 4=100-24\cdot 4}= {\displaystyle {\frac {\begin{matrix}\ldots &100\\-&96\end{matrix}}{4}}}; {\displaystyle 400={\bigl (}2\cdot 14\cdot 10+b{\bigr )}\cdot b}, што је испуњено само за b = 1, 28 < 40. Добили смо до сада: {\displaystyle {\sqrt {2}}=1.41} и у даљем поступку добивене цифре третирамо као а, тј. сада је тренутно а = 141.
Настављамо поступак, 400 - 281 = {\displaystyle {\frac {\begin{matrix}\ldots &400\\-&281\end{matrix}}{119}}}; {\displaystyle 11900={\bigl (}2\cdot 141\cdot 10+b{\bigr )}\cdot b}
пробамо {\displaystyle 1190=282\cdot b}, b = 4 задовољава јер је 1138 < 1190 и коначно наш корен постаје.{\displaystyle {\sqrt {2}}=1.414}, 11900 -11296 = {\displaystyle {\frac {\begin{matrix}\ldots &11900\\-&11296\end{matrix}}{604}}}; {\displaystyle 6400={\bigl (}2\cdot 1414\cdot 10+b{\bigr )}\cdot b}, испуњено за b = 2 и коначно {\displaystyle {\sqrt {2}}=1.4142} и поступак се наставља.....

## Опширније
Квадратни корен природног броја је често ирационалан број тј. број кога није могуће записати у облику разломка. На пример {\displaystyle {\sqrt {2}}\,} се не може записати као m/n, где су n и m природни бројеви. Међутим, толико тачно износи дужина дијагонале квадрата чија је дужина странице једнака 1.
Откриће чињенице да су {\displaystyle {\sqrt {2}}\,} и број 1 несразмерни се приписује Хипасу, Питагорином ученику. За питагорејце је ова чињеница била толико шокантна да се термин ирационалан, чији првобитни превод значи несразмеран, који се не може приказати у облику количника (лат. ratio) и данас користи за нешто неразумљиво, страно промишљању.
Ознака, симбол, за квадратни корен ({\displaystyle {\sqrt {\ }}}) је први пут употребљена у 16. веку. Скоро је сигурно да је произашло из прилагођеног исписа малог латиничног слова r, што је скраћеница од лат. radix што значи корен.